# 執行佐智子
執行 佐智子（しぎょう さちこ、1947年7月1日 - ）は、日本の女優。劇団俳優座所属。
1970年、桐朋学園演劇専攻科卒業（第一期卒業生）。同年5月、「あなた自身のためのレッスン」（清水邦夫作、西木一夫演出）で舞台デビュー。

## 主な出演作品

### テレビドラマ
- ポーラ名作劇場 / 湖笛（1970年、NET）
- 怪奇十三夜 第1回「怪談累ヶ淵」（1971年、NTV）
- 同心部屋御用帳 江戸の旋風II 第31話「逆恨みの果て」（1976年、CX）
- 太陽にほえろ!（NTV）
  - 第305話「勲章」（1978年） - 清川由起子
  - 第385話「死」（1979年） - 野原夫人
  - 第440話「強き者よ、その名は…」（1981年） - 古沢圭子
- 熱中時代 先生編（NTV） - 前田きく（若葉台小学校教諭）
  - 第1シリーズ（1978年 - 1979年）
  - 第2シリーズ（1980年 - 1981年）
  - スペシャル 「帰ってきた北野広大」（1987年）
- 大空港 第24話「特捜部対ヤクザの斗いパートII」（1979年、CX） - 金井えみこ
- 非情のライセンス 第3シリーズ 第8話「兇悪の天使・舞い降りた殺人」（1980年、ANB）
- 日立スペシャル / 昭和史のなかの家族 空よ海よ息子たちよ（1981年、TBS）
- ニュードキュメンタリードラマ昭和 松本清張事件にせまる 第6回「昭電疑獄 野望の設計図」（1984年、ANB）
- さすらい刑事旅情編III 第12話「女子大生温泉ツアー・罠に落ちた美人助手」（1990年、ANB）
- 検事・若浦葉子 第11話「不同意堕胎・お腹の赤ちゃんが殺されていた」（1991年、NTV）
- 大江戸捜査網 平成版 第2シリーズ 第16話「母恋道中 危うし八万石!」（1992年、TX）
- はぐれ刑事純情派（ANB）
  - 第7シリーズ 第8話「悲しい酒! 女艶歌歌手の野望」（1994年）
  - 第9シリーズ 第23話「浴室殺人!?二人の妻を持つ男」（1996年）
- 火曜サスペンス劇場 / 女検事・霞夕子 第10作「執念」（1997年、NTV）
- 年末特別企画ドラマ / 校長がかわれば学校が変わる（1997年、TBS）
- 月曜ドラマスペシャル→月曜ゴールデン（TBS）
  - 婦人捜査官 小森友子・少女Aの犯罪（1998年）
  - 楽園のライオン（2007年）
  - 特捜弁護士・橘竜太郎 -雪冤の旅-（2013年） - 柳原雅枝
- 金曜プレステージ / 悪い奴ほどよく眠る（2010年、CX）

### 映画
- 愛と死（1971年、松竹）
- 塩狩峠（1973年、松竹）
- 黑道福星（1989年、銀鳳影業有限公司）※香港映画
- 四十九日のレシピ（2013年） - 熱田乙美
- 名医死す〜感染症と闘った藤野昌言物語〜（2021年） - 軍人の母

### 吹き替え
- 風と共に去りぬ - スエレン・オハラ（日本テレビ旧録版）

### MV
- Official髭男dism「Chessboard」（2023年）